# مالینی (بلغارستان)
مالینی (به بلغاری: Malini) یک منطقهٔ مسکونی در بلغارستان است که در شهرستان گابروو واقع شده‌است.